# Leon Evreul
Iehuda (sau Juda) ben Isaac Abravanel (sau Abrabanel), cunoscut și ca Leon Evreul (în latină, Leo Hebraeus; în ebraică, יהודה בן יצחק אברבנאל ; în portugheză, Leão Hebreu; n. c. 1460 la Lisabona - d. c. 1521 la Napoli), a fost un filozof, medic și poet evreu.
Prima parte a vieții o petrece în Spania, dar în 1492, refuzând să se convertească la creștinism, este nevoit să se exileze în Italia, unde locuiește la Genova și apoi la Napoli.
Doctrina sa filozofică se înscrie pe linia neoplatonismului.

## Opera
Cea mai cunoscută scriere a sa este Dialoghi d'amore (Dialoguri despre dragoste), scrisă în italiană.
Lucrarea a fost încheiată în 1502, dar a fost publicată abia în 1535 la Roma.
Combinând concepțiile lui Platon cu monoteismul iudaic, dragostea este considerată ca un principiu universal, care călăuzește întreaga lume, guvernând chiar și raporturile dintre om și divinitate.
Influențe ale acestei scrieri le regăsim la numeroși scriitori, printre care: Baldassare Castiglione, Pietro Bembo, Juan Boscán Almogáver, Garcilaso de la Vega, Luís de Camões, Montaigne, Miguel de Cervantes.
Astfel, Cervantes în Don Quijote spunea:
"Vreți să vorbiți despre dragoste? E suficient să știți câteva cuvinte în italiană și veți găsi la Leon Evreul cât să vă mulțumească peste măsură."